# كريس هيل
كريس هيل (بالإنجليزية: Chris Hill)‏ (11 مارس 1994 في الولايات المتحدة - ) هو لاعب كرة قدم أمريكي في مركز الدفاع.

## وصلات خارجية
- كريس هيل على موقع قاعدة بيانات كرة القدم.إي يو (الإنجليزية)